# Germany's Next Topmodel (mùa 6)
Germany's Next Topmodel, Mùa 6 là mùa thứ sáu của Germany's Next Topmodel (thường được viết tắt là GNTM) được phát sóng trên mạng lưới truyền hình Đức ProSieben. Chương trình bắt đầu phát sóng vào ngày 3 tháng 3 năm 2011.
Người chiến thắng của mùa giải này là Jana Beller, 20 tuổi từ Recklinghausen. Cô giành được:
- 1 hợp đồng người mẫu với OneEins GmbH Management
- Lên ảnh bìa tạp chí Cosmopolitan
- Xuất hiện trong chiến dịch quảng cáo cho Maybelline & Gilette Venus
- Giải thưởng tiền mặt trị giá 100.000€ từ Sony Ericsson
- 1 chiếc Suzuki Swift Sport

## Các thí sinh
(Tuổi tính từ ngày dự thi)
| Thí sinh               | Tuổi | Chiều cao               | Quê quán         | Bị loại ở | Hạng               |
| ---------------------- | ---- | ----------------------- | ---------------- | --------- | ------------------ |
| Melek Civantürk        | 19   |                         | Stuttgart        | Tập 1     | 26 (dừng cuộc thi) |
| Chiara Breder          | 16   | 1,73 m (5 ft 8 in)      | Dortmund         | Tập 2     | 25–24              |
| Lilia Doubrovina       | 16   | 1,74 m (5 ft 8+1⁄2 in)  | Stuttgart        | Tập 2     | 25–24              |
| Valerie Blum           | 20   | 1,76 m (5 ft 9+1⁄2 in)  | Gladbeck         | Tập 3     | 23 (dừng cuộc thi) |
| Concetta Mazza         | 18   | 1,71 m (5 ft 7+1⁄2 in)  | Böblingen        | Tập 3     | 22                 |
| Ivon Zito              | 18   | 1,77 m (5 ft 9+1⁄2 in)  | Stuttgart        | Tập 3     | 21                 |
| Christien Fleischhauer | 22   | 1,73 m (5 ft 8 in)      | Berlin           | Tập 4     | 20                 |
| Amira Regaieg          | 20   | 1,74 m (5 ft 8+1⁄2 in)  | Hof an der Saale | Tập 4     | 19                 |
| Franziska König        | 18   | 1,77 m (5 ft 9+1⁄2 in)  | Potsdam          | Tập 5     | 18                 |
| Simone Rohrmüller      | 18   | 1,74 m (5 ft 8+1⁄2 in)  | Cham             | Tập 7     | 17                 |
| Tahnee Keller          | 20   | 1,79 m (5 ft 10+1⁄2 in) | Stuttgart        | Tập 7     | 16                 |
| Paulina Kaluza         | 17   | 1,73 m (5 ft 8 in)      | Bremen           | Tập 8     | 15–14              |
| Natascha Beil          | 20   | 1,73 m (5 ft 8 in)      | Frankfurt        | Tập 8     | 15–14              |
| Florence Lodevic       | 21   | 1,76 m (5 ft 9+1⁄2 in)  | Luxembourg       | Tập 10    | 13                 |
| Sarah Jülich           | 18   | 1,78 m (5 ft 10 in)     | Cologne          | Tập 10    | 12–11              |
| Isabel Rath            | 23   | 1,80 m (5 ft 11 in)     | Mannheim         | Tập 10    | 12–11              |
| Joana Damek            | 20   | 1,72 m (5 ft 7+1⁄2 in)  | Augsburg         | Tập 11    | 10                 |
| Jil Goetz              | 16   | 1,74 m (5 ft 8+1⁄2 in)  | Stuttgart        | Tập 11    | 9                  |
| Marie-Luise Schäfer    | 21   | 1,73 m (5 ft 8 in)      | Eisenach         | Tập 12    | 8                  |
| Lisa Könnecke          | 16   | 1,78 m (5 ft 10 in)     | Heilbronn        | Tập 13    | 7                  |
| Sihe Jiang             | 17   | 1,71 m (5 ft 7+1⁄2 in)  | Bremen           | Tập 14    | 6                  |
| Anna-Lena Schubert     | 20   | 1,76 m (5 ft 9+1⁄2 in)  | Erding           | Tập 15    | 5–4                |
| Aleksandra Nagel       | 20   | 1,72 m (5 ft 7+1⁄2 in)  | Oldenburg        | Tập 15    | 5–4                |
| Amelie Klever          | 16   | 1,73 m (5 ft 8 in)      | Hilden           | Tập 16    | 3                  |
| Rebecca Mir            | 18   | 1,78 m (5 ft 10 in)     | Aachen           | Tập 16    | 2                  |
| Jana Beller            | 20   | 1,73 m (5 ft 8 in)      | Recklinghausen   | Tập 16    | 1                  |

## Thứ tự gọi tên
| 1  | Joana       | Marie-Luise | Joana       | Aleksandra            | Anna-Lena   | Rebecca     | Rebecca     | Jana           | Jana        | Amelie      | Jana        | Amelie     | Anna-Lena  | Jana       | Rebecca | Jana    |  |  |  |  |
| 2  | Marie-Luise | Sarah       | Tahnee      | Rebecca               | Joana       | Joana       | Marie-Luise | Amelie         | Joana       | Lisa        | Amelie      | Aleksandra | Aleksandra | Amelie     | Jana    | Rebecca |  |  |  |  |
| 3  | Jana        | Amelie      | Lisa        | Anna-Lena             | Rebecca     | Anna-Lena   | Joana       | Lisa           | Jil         | Anna-Lena   | Anna-Lena   | Jana       | Jana       | Rebecca    | Amelie  |         |  |  |  |  |
| 4  | Valerie     | Sihe        | Marie-Luise | Marie-Luise           | Marie-Luise | Lisa        | Lisa        | Anna-Lena      | Aleksandra  | Jana        | Sihe        | Rebecca    | Amelie     | Anna-Lena  |         |         |  |  |  |  |
| 5  | Tahnee      | Aleksandra  | Aleksandra  | Sarah                 | Paulina     | Aleksandra  | Amelie      | Rebecca        | Lisa        | Aleksandra  | Aleksandra  | Anna-Lena  | Rebecca    | Aleksandra |         |         |  |  |  |  |
| 6  | Amelie      | Rebecca     | Paulina     | Amelie                | Jil         | Paulina     | Jana        | Marie-Luise    | Anna-Lena   | Marie-Luise | Rebecca     | Sihe       | Sihe       |            |         |         |  |  |  |  |
| 7  | Jil         | Natascha    | Amelie      | Florence              | Amelie      | Amelie      | Jil         | Florence       | Marie-Luise | Rebecca     | Lisa        | Lisa       |            |            |         |         |  |  |  |  |
| 8  | Natascha    | Jil         | Sarah       | Jil                   | Simone      | Florence    | Anna-Lena   | Isabel         | Rebecca     | Sihe        | Marie-Luise |            |            |            |         |         |  |  |  |  |
| 9  | Aleksandra  | Joana       | Anna-Lena   | Jana                  | Lisa        | Jana        | Aleksandra  | Joana          | Amelie      | Jil         |             |            |            |            |         |         |  |  |  |  |
| 10 | Anna-Lena   | Franziska   | Rebecca     | Paulina               | Florence    | Sihe        | Florence    | Aleksandra     | Sihe        | Joana       |             |            |            |            |         |         |  |  |  |  |
| 11 | Amira       | Amira       | Franziska   | Tahnee                | Aleksandra  | Jil         | Isabel      | Jil Sarah Sihe | Sarah       |             |             |            |            |            |         |         |  |  |  |  |
| 12 | Christien   | Simone      | Jana        | Natascha              | Sihe        | Isabel      | Sarah       | Jil Sarah Sihe | Isabel      |             |             |            |            |            |         |         |  |  |  |  |
| 13 | Simone      | Paulina     | Jil         | Sihe                  | Isabel      | Sarah       | Sihe        | Jil Sarah Sihe | Florence    |             |             |            |            |            |         |         |  |  |  |  |
| 14 | Florence    | Concetta    | Simone      | Isabel                | Tahnee      | Natascha    | Paulina     |                |             |             |             |            |            |            |         |         |  |  |  |  |
| 15 | Franziska   | Valerie     | Amira       | Joana                 | Jana        | Marie-Luise | Natascha    |                |             |             |             |            |            |            |         |         |  |  |  |  |
| 16 | Concetta    | Ivon        | Isabel      | Franziska Lisa Simone | Natascha    | Tahnee      |             |                |             |             |             |            |            |            |         |         |  |  |  |  |
| 17 | Isabel      | Christien   | Sihe        | Franziska Lisa Simone | Sarah       | Simone      |             |                |             |             |             |            |            |            |         |         |  |  |  |  |
| 18 | Sihe        | Anna-Lena   | Natascha    | Franziska Lisa Simone | Franziska   |             |             |                |             |             |             |            |            |            |         |         |  |  |  |  |
| 19 | Lilia       | Lisa        | Florence    | Amira                 |             |             |             |                |             |             |             |            |            |            |         |         |  |  |  |  |
| 20 | Sarah       | Jana        | Christien   | Christien             |             |             |             |                |             |             |             |            |            |            |         |         |  |  |  |  |
| 21 | Chiara      | Florence    | Ivon        |                       |             |             |             |                |             |             |             |            |            |            |         |         |  |  |  |  |
| 22 | Lisa        | Isabel      | Concetta    |                       |             |             |             |                |             |             |             |            |            |            |         |         |  |  |  |  |
| 23 | Ivon        | Tahnee      | Valerie     |                       |             |             |             |                |             |             |             |            |            |            |         |         |  |  |  |  |
| 24 | Melek       | Lilia       |             |                       |             |             |             |                |             |             |             |            |            |            |         |         |  |  |  |  |
| 25 | Rebecca     | Chiara      |             |                       |             |             |             |                |             |             |             |            |            |            |         |         |  |  |  |  |
| 26 | Paulina     |             |             |                       |             |             |             |                |             |             |             |            |            |            |         |         |  |  |  |  |

     Thí sinh được miễn loại
     Thí sinh bị loại
     Thí sinh bị loại trước khi đánh giá
     Thí sinh dừng cuộc thi
     Thí sinh không bị loại khi rơi vào cuối bảng
     Thí sinh chiến thắng cuộc thi
- Thứ tự gọi tên chỉ lần lượt từng người an toàn
- Trong tập 3, Valerie dừng cuộc thi.
- Trong tập 4, thứ tự gọi tên của Franziska, Lisa & Simone không được hiện.
- Trong tập 6, không ai bị loại.
- Trong tập 9, Jil, Sarah & Sihe rơi vào cuối bảng nhưng không ai bị loại.

### Buổi chụp hình
- Tập 2: Ảnh chân dung vẻ đẹp tự nhiên và vẻ đẹp khi trang điểm
- Tập 3: Kinh hoàng ở London Underworld theo cặp
- Tập 4: Bên trong điện cao thế
- Tập 5: Gợi cảm bên trong khách sạn với người mẫu nam
- Tập 6: Những cô gái phụ tá trên trực thăng
- Tập 7: Cirque du Soleil
- Tập 8: Tạo dáng trong đồ lót trước lửa theo cặp
- Tập 10: Khiêu vũ với Mark Ballas
- Tập 11: Người mẹ Hipster theo kiểu Rococo
- Tập 12: Quảng cáo giày
- Tập 13: Tạo dáng dưới nước
- Tập 14: Ảnh chân dung vẻ đẹp với ong
- Tập 15: Đi bộ trên đường; Ảnh bìa tạp chí Cosmopolitan